# NGC 7528
NGC 7528 (również PGC 70770) – galaktyka eliptyczna (E), znajdująca się w gwiazdozbiorze Pegaza. Odkrył ją Andrew Common w sierpniu 1880 roku.